# Ren Ziwei
Ren Ziwei (chiń. 任子威; ur. 3 czerwca 1997 w Harbinie) – chiński łyżwiarz szybki specjalizujący się w short tracku, złoty i srebrny medalista igrzysk olimpijskich, czterokrotny medalista mistrzostw świata, multimedalista mistrzostw świata juniorów.
W 2018 roku wziął udział w igrzyskach olimpijskich w Pjongczangu. Wystąpił na nich w trzech konkurencjach – zdobył srebrny medal olimpijski w biegu sztafetowym (wraz z nim w sztafecie wystąpili Wu Dajing, Han Tianyu, Xu Hongzhi i Chen Dequan), w biegu na 500 m zajął szóste miejsce, a na 1000 m został zdyskwalifikowany. Na zimowych igrzyskach olimpijskich w Pekinie wywalczył złote medale w konkurencjach 1000 m oraz sztafety mieszanej.
W latach 2017–2019 zdobył cztery medale mistrzostw świata (trzy srebrne i jeden brązowy), w latach 2014–2016 dziewięć medali mistrzostw świata juniorów (pięć złotych, trzy srebrne i jeden brązowy), a w 2017 roku złoty medal w biegu sztafetowym podczas igrzysk azjatyckich w Sapporo.